# Passages (revue culturelle)
Pour les articles homonymes, voir Passages.
Cet article concerne la revue culturelle et géopolitique. Pour la revue de poésie, littérature et arts, voir Passages (revue littéraire).
Passages est une revue française culturelle et géopolitique, qui traite de l'actualité internationale et du débat des idées.

## Historique
La revue Passages a été créée en 1987 par Émile H. Malet, également dirigeant de l'association ADAPES, propriétaire et éditeur de la revue et du think tank Forum Mondial du Développement Durable. Tout d'abord mensuel, son tirage est devenu trimestriel.

## Présentation
Selon la page d'accueil de son site, la revue se présente comme un « espace de débat pluridisciplinaire et géostratégique ».

## Intervenants
De nombreuses personnalités littéraires participent à la création de cette revue dont notamment : Elie Wiesel, Jacques Derogy, Alain Finkielkraut, Alain Touraine, Bernard Ullman, Roland Topor (qui a longtemps tenu dans la revue son « Journal in Time »), José Artur, Claude-Jean Philippe, Claire Chazal, Emmanuel Le Roy-Ladurie, Guy Sorman, Charles Melman, Jean Ellenstein et le dessinateur Tim.